# Passador de Combat de Submarins
El Passador de Combat de Submarins (alemany: U-Boot-Frontspange), va ser una condecoració militar de la Kriegsmarine alemanya de la Segona Guerra Mundial atorgada als titulars de la Insígnia de guerra dels Sumbarins per reconèixer el servei de combat i el valor continuat.

## Història
La condecoració es va instituir el 15 de maig de 1944 per alinear la força dels submarins amb altres branques de les forces armades alemanyes, totes les quals tenien un premi similar per reconèixer el valor. No hi havia mèrits especificats per obtenir el premi; la condecoració es basava en les recomanacions del comandant de l'U-boat i estava subjecta a l'aprovació de Karl Dönitz. Els premis sovint eren deguts al nombre de patrulles completades o demostracions de valor en combat. El fermall es portava a la part superior esquerra del pit.

## Disseny
Wilhelm Ernst Peekhaus de Berlín va presentar el disseny de la insígnia, que consistia en una corona de llorer central amb un submarí estilitzat i ales de fulles de roure. Les ales a banda i banda estaven formades per sis fulles de roure esglaonades (per a un total de dotze). Dues espases creuades decoraven la part inferior de la corona central; el submarí del mig imitava el disseny de la insígnia de guerra d'U-Boat. La corona integrava una àguila amb ales rebaixades sostenint una esvàstica. Un cop acabada la guerra, els mariners a Alemanya només podien portar la medalla si no incloïa emblemes nacionalsocialistes, d'acord amb l'Ordensgesetz alemany. Per a aquest propòsit existeix un disseny alternatiu amb una corona de llorer completa (sense àguila ni esvàstica) amb un emblema submarí centrat.

## Classes
El premi es va atorgar en dues classes. Les classes de la insígnia es fabricaven en bronze o plata.
- Bronze: el grau inferior i atorgat en funció del nombre de patrulles de guerra, el grau de riscos implicats en la missió i per la valentia personal.[1]
- Plata: el 24 de novembre de 1944, es va introduir la classe de plata per reconèixer encara més els titulars de bronze amb mèrits continuats, un major risc i actes de valor.[1]